# Claude Mydorge

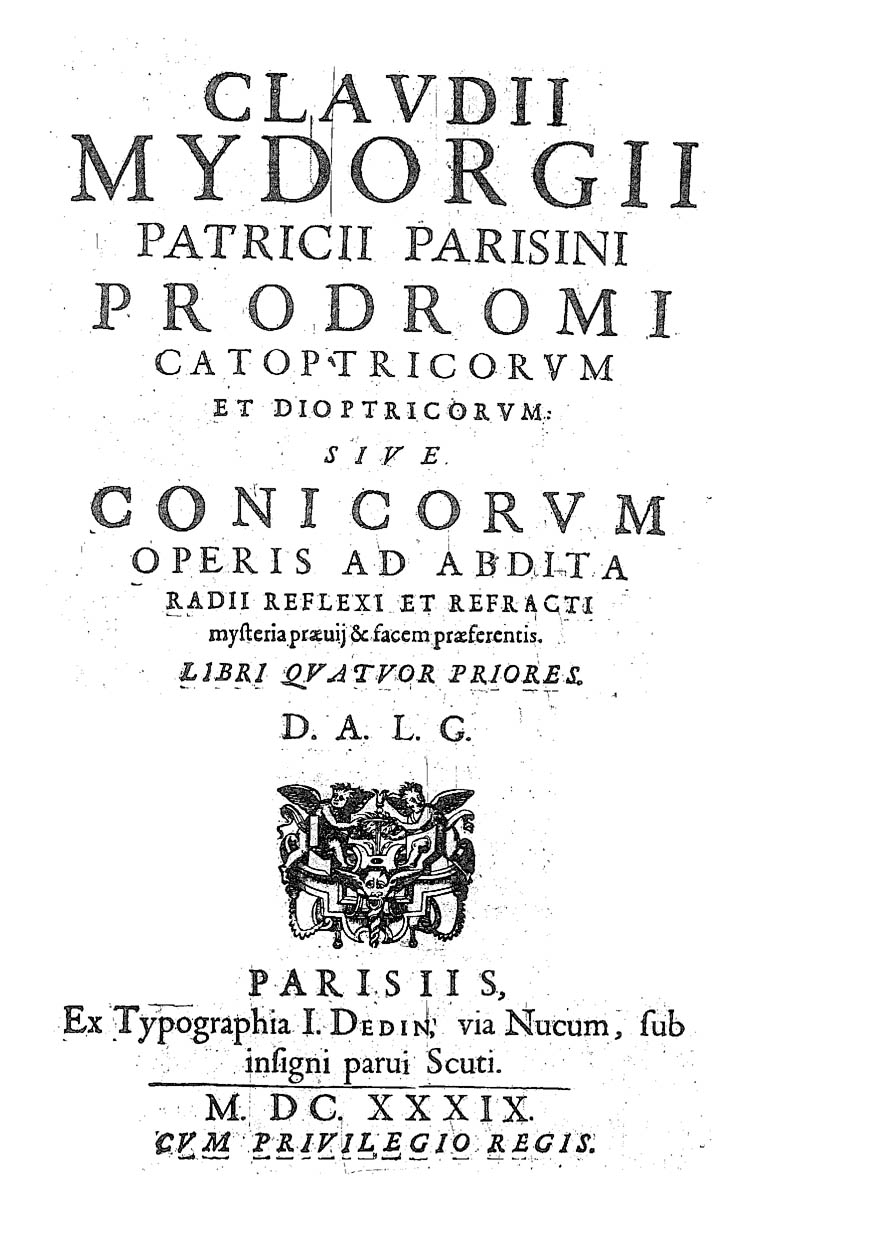
Prodromi catoptricorum et dioptricorum sive Conicorum operis ad abdita radii reflexi et refracti mysteria praevij et facem praeferentis, 1639

Claude Mydorge (né à Paris en 1585, mort en juillet 1647), alias « D.A.L.G. », trésorier de la généralité de Picardie, est un membre de l'académie du P. Mersenne et un correspondant de Descartes qui s'est particulièrement intéressé à l'optique.
Bénéficiaire d'une charge importante dans l'administration provinciale, Mydorge consacrait l'essentiel de ses loisirs à l'optique. L'étude des systèmes stigmatiques l'amena à l'analyse des sections coniques. Il publia ses premières recherches en 1631, puis, sous une version augmentée, en 1639 : « Prodromi catoptricorum et dioptricorum sive Conicorum operis ad abdita radii reflexi et refracti mysteria praevii et facem praeferentis libri primus et secundus » (1631), libr. J. Dedin (Paris).
Sur cet ouvrage, Chasles fait le commentaire suivant :
Mydorge n'a pas pour but principal, comme Desargues et Pascal, de faire dériver les propriétés des coniques de celles du cercle par perspective ou par la considération constante du cône où elles prennent naissance. Son ouvrage est écrit dans le style des Anciens ; mais cependant, en faisant plus d'usage qu'eux de la considération du cône, l'auteur peut comprendre dans une seule démonstration des propositions qui en demandaient trois à Apollonius ; et il apporte ainsi une grande simplification dans cette matière.
Il s'intéressait aussi aux récréations mathématiques et son ouvrage « Examen du livre des récréations mathématiques » (1630), consacré au livre du P. Jean Leurechon « La récréation mathématiques, ou Entretien facétieux sur plusieurs plaisants problèmes, en fait d'arithmétique, de géométrie » (Pont-à-Mousson, 1624), inspira un livre postérieur de Denis Henrion sur le même sujet. Mydorge publia encore Récréations Mathématiques et laissa à sa mort un recueil inédit de 1 000 problèmes de géométrie avec leur solution. 
Mydorge partageait avec Descartes un grand intérêt pour l'optique et échangea avec ce dernier plusieurs lettres à ce sujet.